# Conjunt dens
Sigui {\displaystyle (X,{\mathcal {T}})} un espai topològic; {\displaystyle A\subset X} és un conjunt dens a {\displaystyle X\;} si i només si {\displaystyle {\bar {A}}=X\;}, és a dir, la clausura del conjunt és tot l'espai.
Es compleix que les següents proposicions per {\displaystyle A} són totes equivalents:
1. {\displaystyle A} és dens a {\displaystyle X}
2. {\displaystyle A\subset B,B} tancat {\displaystyle \Rightarrow B=X}
3. {\displaystyle \forall V\in {\mathcal {T}},A\cap V=\varnothing \Rightarrow V=\varnothing }

## Exemples
- Tot espai topològic és dens en si mateix.
- {\displaystyle \mathbb {Q} } i {\displaystyle \mathbb {I} } són subconjunts densos de {\displaystyle \mathbb {R} }.
- Els polinomis són densos en el conjunt {\displaystyle C[a,b]} de les funcions contínues definides en {\displaystyle [a,b]}, dotat de la topologia associada a la distància {\displaystyle D_{\infty }(f,g)=\max _{x\in [a,b]}|f(x)-g(x)|}.

## Espai separable
Si {\displaystyle (X,{\mathcal {T}})} conté un dens numerable es diu que és un espai topològic separable. Exemples d'espais separables són {\displaystyle \mathbb {R} ^{n}} i {\displaystyle C([0,1],\mathbb {R} )} (l'espai de les funcions contínues que van de {\displaystyle [0,1]} a {\displaystyle \mathbb {R} }).